# Diffalaba hungerfordi
Diffalaba hungerfordi is een slakkensoort uit de familie van de Litiopidae. De wetenschappelijke naam van de soort is voor het eerst geldig gepubliceerd in 1894 door G. B. Sowerby III.